# Власть пса (роман)
«Власть пса» (англ. The Power of the Dog) — роман американского писателя Томаса Сэвиджа, изданный в 1967 году. По его мотивам Джейн Кэмпион сняла в 2021 году одноимённый фильм с Бенедиктом Камбербэтчем в главной роли.

## Сюжет
Действие романа происходит в 1925 году в американском штате Монтана. Главные герои — двое братьев, владельцев ранчо. Один из них, Джордж, женится на вдове с сыном-подростком Питом. Второй, Фил, не одобряет этот брак. Он начинает опекать Пита, рассчитывая использовать его в своих интересах, но постепенно проникается к нему симпатией, имеющей в том числе гомосексуальную основу. В финале романа Фил умирает от неизвестной болезни. Только Пит знает, что причиной смерти стала предложенная им для плетения верёвки шкура коровы, заражённой сибирской язвой.

## Оценки
Роман был с одобрением встречен критиками, но не имел успеха у читателей и был быстро забыт. Только после переиздания в 2001 году «Власть пса» признали классическим произведением. Рецензент Майкл Найхис охарактеризовал роман как «захватывающий, леденящий душу и тонко проработанный, и хотя его действие кажется таким же предопределённым, как в греческом эпосе, ему всё же удаётся шокировать». Писательница Энни Пру отмечала, что «Власть пса» во многом повлияла на её рассказ «Горбатая гора».
Новозеландский режиссёр Джейн Кэмпион сняла по «Власти пса» одноимённый фильм с Бенедиктом Камбербэтчем в главной роли (2021).